# Race Driver: GRID
Race Driver: GRID (ou GRID en Amérique du Nord) est un jeu vidéo de course de la série TOCA sorti le 30 mai 2008 en Europe, le 3 juin en Amérique du Nord, et le 12 juin en Australie. Disponible sur PlayStation 3, Xbox 360 et Microsoft Windows, ce jeu est la suite directe de TOCA Race Driver 3. Il a été développé et édité par Codemasters.
Il existe une version Reloaded sur Xbox 360 et PS3 avec un code pour pouvoir avoir le pack 8-Ball gratuitement. La version OS X du jeu a été publiée par Feral Interactive le 28 mars 2013.

## Système de jeu
GRID prend de nombreux éléments des TOCA Touring Car de Codemasters et mélange conduite arcade et simulation. On y retrouve des courses rapides, des courses d'endurance, des séances de dérapages contrôlés, etc., le tout avec cinquante-huit véhicules différents (en prenant en compte le contenu téléchargeable), sur des circuits au Japon, aux États-Unis, en France, en Allemagne, en Italie... La gestion des dégâts cosmétiques et mécaniques permet un certain réalisme, bien que les voitures résistent bien mieux que dans la réalité.
Un nouvel élément de gameplay apparaît, le flashback. Celui-ci permet au joueur de stopper le temps et de revenir dix secondes plus tôt au maximum, dans le passé. Tout l'intérêt est ainsi de pouvoir annuler une action désastreuse de la part du joueur (virage mal négocié, accident, etc.). Ce flashback est limité en nombre d'utilisations, suivant la difficulté choisie. Bien que très originale dans un jeu de course, cette idée a déjà été utilisée dans d'autres jeux, tels que Prince of Persia : les Sables du temps.
Le mode carrière (solo) met le joueur a la place d'un pilote professionnel qui doit gagner des courses pour créer une équipe avec les récompenses et de modérer plusieurs sponsors. L'argent permet d'acheter de nouvelles voitures, pour participer à d'autres épreuves et d'embaucher un meilleur équipier.
Pour chaque continent, il y a trois permis à obtenir en gagnant des points de réputation. Les niveaux Rookie, Professionnel et Global possèdent six compétitions, tandis que le niveau National en a trois. À chaque fois que toutes les compétitions d'un niveau sont terminées, une équipe fait office de boss : Ravenwest Motorsport, composée de Nathan McKane et de Rick Scott, deux pilotes fictifs d'exception. Le joueur devra affronter l'un des deux en duel, dans une discipline précise.
Le jeu utilise un système de sponsors, composé de marques réelles, permettant au joueur de toucher des primes s'il réussi les objectifs définis par ces derniers.
Le joueur peut choisir la position de la caméra en course parmi cinq existantes, une caméra poursuite, proche ou éloignée, une caméra pare-chocs ainsi que capot, et une camera subjective, dans le cockpit.

## Technologie
Race Driver: GRID est le premier jeu à utiliser l'Ego Engine, une version modifiée du moteur Neon, utilisé dans Colin McRae: Dirt. Le codage de la gestion des dégâts a été réécrit pour permettre des dommages persistants sur l'environnement.

## Véhicules

### États-Unis
- Plymouth Barracuda AAR CUDA
- Pontiac Firebird TRANS-AM 1971 (DLC uniquement)
- Pontiac GTO
- Dodge Charger/Magnum SRT-8
- Dodge Viper SRT-10
- Dodge Challenger Concept
- Panoz Esperante
- Chevrolet Lacetti
- Chevrolet Corvette C6
- Chevrolet Corvette C5-R
- Chevrolet Camaro Concept
- Chevrolet Monte Carlo/Jupiter Eagleray MK5 (Demolition derby uniquement)
- Saleen S7-R
- Ford Mustang MkI V8 Boss 302
- Ford Doran JE4 Daytona Prototype
- Ford Mustang GT-R Concept

### Europe
- Audi R10 TDI
- Aston Martin DBR9
- Dallara Formule 3
- Formule Ford/JRC FJ1000
- BMW 320si
- TVR Tuscan Challenge (en)
- TVR Cerbera Speed 12 (DLC uniquement)
- Spyker C8
- Courage LC70
- Lola B05/40
- Lola B06/10
- Ferrari 575 GTC (DLC uniquement)
- Ferrari F430 GTC (DLC uniquement)
- Reynard Motorsport Creation CA06/H
- Mercedes-Benz SLR McLaren (DLC uniquement)
- Pagani Zonda R
- Jaguar XKR (DLC uniquement)
- Koenigsegg CCGT
- Koenigsegg CCX R
- Lamborghini Gallardo GT2 (DLC uniquement)
- Lamborghini Gallardo LP 560-4 (DLC uniquement)
- Lamborghini Murciélago RGT
- Lotus 2-Eleven (DLC uniquement)
- McLaren F1 GT (DLC uniquement)
- Porsche 911 GT3 RSR (24 Heures et circuit du Mans uniquement)
- Bugatti Veyron 16.4 (DLC uniquement)
- Volkswagen W12 Nardo (DLC uniquement)
- Volvo C30 (DLC uniquement)

### Japon
- Mazda RX7 FD3S
- Mazda 787B
- Mazda Furai (DLC uniquement)
- Subaru Impreza D1GP
- Lexus SC300/Toyota Soarer
- Toyota Supra MK4A
- Toyota Corolla Levin/AE86
- Mitsubishi 2.0 Turbo Lancer Evolution X (DLC uniquement)
- Nissan GT-R Super GT 500 (DLC uniquement)
- Nissan Silvia S15
- Nissan 350Z
- Nissan R390 GT1
- Honda NSX-R
- Honda Integra/Acura RSX
- Honda S2000 D1GP (DLC uniquement)

## Distinctions
Récompenses
- IGN Best of 2008:
  - IGN Editors' Choice Award (2008)
  - Best Xbox 360 Racing/Driving Game
  - Best Nintendo DS Racing/Driving Game
- Best in 2008 by Sports British Academy Video Games Awards